# Козловы
Козловы — русские дворянские роды. Существовало много дворянских родов Козловых различного происхождения.
Опричниками Ивана Грозного (1573) числились: Григорий и Молчан Суботины Козловы.
При подаче документов (1686) для внесения рода в Бархатную книгу, были предоставлены Артемием и Карпом Козловыми две родословные росписи .

## Козловы
Этот род Козловых восходит к середине XVI века — Ивана Посникова сына Козлова, (ум. 1625), который был пожалован вотчиной в Нижегородском уезде за московское осадное сиденье. От одного из его потомков, отставного прапорщика и предводителя дворянства Горбатова Фёдора Дмитриевича Козлова пошла ветвь:
- Козлов, Павел Фёдорович (1776—182?) — действительный статский советник; был женат на фрейлине Екатерине Николаевне Арсеньевой;
  - Козлов, Александр Павлович (1802—1857) — генерал-лейтенант;
    - Козлов, Александр Александрович (1837—1924) — генерал-лейтенант, московский обер-полицмейстер, обер-полицмейстер Санкт-Петербурга, Московский генерал-губернатор (1905);
    - Козлов, Павел Александрович (1842—1891) — генерал-майор; с 1864 года был флигель-адъютантом цесаревича Николая Александровича, а позднее адъютантом и ближайшим другом цесаревича Александра Александровича (будущего императора Александра III).

  - Козлов, Владимир Павлович (1807—16.07.1880) — гвардии полковник;
    - Козлов, Сергей Владимирович (29.07.1853—1.07.1906) — генерал-майор.

  - Козлов, Алексей Павлович (1813—?) — штабс-капитан;
    - Козлов, Павел Алексеевич (1841—1891) — поэт, переводчик и композитор.

Этот род внесён в 6 (древние благородные роды) и 2 части (роды военного дворянства) родословной книги Нижегородской (усадьба Подвязье) и Московской губерний.

## Козловы (ОГ 2-137)
Филат Козлов происходил из крестьян Рузского уезда. В службу поступил в 1711 году, с 1728 года — гренадер Лейб-гвардии Преображенского полка.
Находясь в Лейб-Кампании, по именному указу Государыни Императрицы Елизаветы Петровны 31 декабря 1741 года пожалован в потомственное дворянское достоинство.
Герб Козлова внесен в Часть 2 Общего гербовника дворянских родов Всероссийской империи, № 137:
Щит разделён перпендикулярно на две части, из коих в правой в чёрном поле между тремя серебряными пятиугольными Звёздами изображено золотое Стропило, с означенными на оном тремя горящими Гранатами натурального цвета. В левой части в серебряном поле до половины красного цвета Козёл, имеющий Рога, Бороду и Ноги чёрные. Щит увенчан обыкновенным Дворянским Шлемом, на котором наложена Лейб-Кампании гренадерская Шапка со страусовыми перьями красным и белым, а по сторонам оной Шапки видны два черных орлиных Крыла и на них по три серебряные Звезды. Намёт на щите красного и чёрного цвета, подложенный с правой стороны серебром, а с левой золотом.
Также герб гренадера Филата Козлова внесен в Лейб-кампанский гербовник, составленный С. Н. Тройницким.

## Козловы (ОГ 3-73)
Этот род Козловых происходит от выходца «из Прус» "мужа честна" Миши Прушанина — родоначальника Морозовых, Салтыковых, Скрябиных и др.
Родоначальником этого рода Козловых был Григорий Игнатьевич Морозов — прозванный «Козел».
Его сын, Иван, сопровождал в 1495 году в Литву великую княжну Елену Ивановну, невесту великого князя литовского Александра.
Этот род внесён в 6 часть (древние благородные роды) родословной книги Тверской и Псковской губерний.
Герб этого рода Козловых внесен в Часть 3 Общего гербовника дворянских родов Всероссийской империи, № 73:
В щите, имеющем красное поле, изображён серебряный козёл, идущий в правую сторону. Щит увенчан обыкновенным дворянским шлемом и с дворянской на нем короной, на поверхности которой виден до половины выходящий козёл. Намёт на щите красный, подложенный серебром.

## Козловы (ОГ 8-12)
Этот род Козловых, одного происхождения с Беклемишевыми, Змеевыми и другими, ведёт начало от легендарного «мужа честна Льва», который «выехал в 1393 из Прусския земли к вел. кн. Василию Дмитриевичу».
Потомок Льва в седьмом колене, Игнатий Григорьевич Беклемишев, по прозванию Козел (козёл — сильное и ловкое животное, способное покорять почти отвесные вершины, скандинавы почитали козла священным животным), был родоначальником Козловых и Беклемишевых: от его сына Игнатия Игнатьевича пошла старшая ветвь Беклемишевых, а от сыновей Тимофея и Фёдора Игнатьевичей — Козловы. От Андрея Фёдоровича пошло многочисленное потомство суздальских городовых дворян.
Марк Семёнович Козлов в 1612 году был казачьим головой в войске князя Дмитрия Тимофеевича Трубецкого.
Стольник Кузьма Петрович Козлов (? — после 1702) был воеводой в Верхотурье (1699).
Петр Михайлович Козлов (?—1701) — полковник, воевода в Зарайске и Симбирске.
Этот род Козловых внесён в 6 часть (древние благородные роды) родословной книги Санкт-Петербургской губернии.
- Козлов, Иван Федорович (1680—1752) — генерал-майор, член военной коллегии; участник Великой Северной войны;
  - Козлов, Иван Иванович (1716—1788) — генерал-рекетмейстер (1762—1768), сенатор, действительный тайный советник;
    - Козлов, Иван Иванович (1750—1808) — действительный статский советник;
      - Козлов, Иван Иванович (1779—1840) — поэт, внук сенатора И. И. Козлова;

  - Козлов, Михаил Иванович (1721—1759) — подпоручик;
    - Козлов, Павел Михайлович (1755—1799) — генерал-майор, тайный советник, сенатор, гражданский губернатор Московской губернии;

  - Козлов, Пётр Иванович (1722—1772) — оренбургский губернский прокурор (1768), директор московского Ассигнационного банка (с 1771).

## Козловы (ОГ 21-60)
Определением Правительствующего Сената от 4.10.1917 род Козловых признан в потомственном дворянском достоинстве с правом на внесение во 2 часть родословной книги Ярославской губернии.
Герб этого рода Козловых внесен в Часть 21 Общего гербовника дворянских родов Всероссийской империи, № 60:
В серебряном щите возникающий из червленой стены черный с золотыми рогами козел, держащий левою ногою золотую секиру. Щит увенчан дворянским коронованным шлемом. Нашлемник: рука в серебряных латах, держащая серебряный с золотой рукояткой меч. Намет: серебряный, подложенный червленью.

## Козловы
Ещё один род Козловых внесен во 2 часть (военное дворянство) родословной книги Костромской губернии.
Родоначальник этого рода Николай Козлов 18 января 1829 жалован дипломом на потомственное дворянское достоинство.
- Козлов, Николай Васильевич (1781—1840) — генерал-майор, георгиевский кавалер.

Герб этого рода Козловых внесен в Часть 7 Сборника дипломных гербов Российского Дворянства, невнесенных в Общий Гербовник, стр. 66:
Щит рассечен. В правой лазуревой части серебряная шпага, в левой серебряной части черная подкова вниз, на ней червленый уширенный крест, на котором черная птица вправо держит в клюве золотое кольцо с червленым камнем. Над щитом дворянский коронованный шлем с тремя страусовыми перьями. Намёт: лазуревый и золотой, подложенный серебром и червленым.

## Известные представители
- Козлов Андрей Иванович - воевода в Малом-Ярославце (до 1625).
- Козлов Путило Иванович - суздальский городовой дворянин (1629).
- Козлов Артемий - дьяк (1658-1677).
- Козлов Корнилий Иванович - московский дворянин (1640).
- Козлов Кузьма Петрович - стряпчий (1658-1676), стольник (1678-1692), воевода в Царицыне (1693), в Верхотурье (1698-1699).
- Козловы: Иван Петрович, Иван Афанасьевич, Иван Васильевич, Афанасий Степанович - стряпчие (1665-1692).
- Козловы: Сергей Лаврентьевич, Никита Путилович, Карп Емельянович, Игнатий Воинович,  Иван Корнилович, Иван Ефимович, Никита, Иван, Захар и Артемий Ивановичи - московские дворяне (1677-1692).
- Козловы: Пётр Михайлович, Кузьма Петрович, Михаил Никитич, Афанасий Иванович - стольники (1676-1692).
- Козлов Василий Михайлович - воевода в Шуе (1676-1678).
- Козлов Фёдор Артемьевич - стольник царицы Прасковьи Фёдоровны (1686-1692).
- Козлов Иван Поликарпович - дьяк (1692).
- Козлов  Гаврила Иванович - стольник царицы Евдокии Фёдоровны (1692), стольник (1696)
- Козлов Иван Карпович - стряпчий (1692), воевода в Арзамасе (1698-1699).[7][8].
- Козлов, Адриан Николаевич (1879 – 1929) – полковник, из дворян Полтавской губернии, кавалер Георгиевского оружия, последний командир Александрийского гусарского полка
- Козлов, Владимир Аполлонович (21.03.1856 — 01.01.1931) — генерал-лейтенант, командир Лейб-гвардии Финляндского полка.
- Козлов, Дмитрий Фёдорович — тайный советник (с 03.03.1798), сенатор (с 1801).
- Козлов, Дмитрий Фёдорович — генерал-майор, шеф Московского лейб-драгунского полка; затем — действительный статский советник;
- Козлов, Сергей Владимирович (1853—1906) — генерал-майор;
- Козлов, Фёдор Фёдорович — генерал-лейтенант (с 18.10.1798), шеф Старооскольского мушкетерского полка, предводитель дворянства Херсонской губернии.

В Донском монастыре находится некрополь XIX века дворян Козловых.

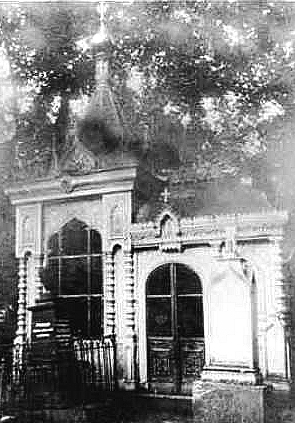
Усыпальница Козловых и Хрущевых
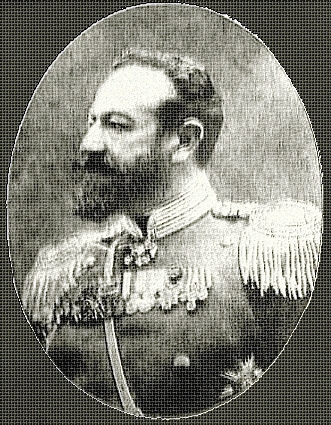
С. В. Козлов (1853—1906)